# Blizzard Entertainment
Blizzard Entertainment, Inc. je ameriško podjetje za razvijanje video in računalniških iger ter založnik, ustanovljeno februarja 1991 pod imenom Silicon & Synapse. Podjetje so ustanovili trije diplomanti Univerze Kalifornije v Los Angelesu (UCLA): Michael Morhaime, Allen Adham in Frank Pearce. Sedež podjetja je v Irvineu, Kalifornija. Podjetje se je najprej osredotočilo prvenstveno na izdelavo prenosov iger za druge studie, nato pa je leta 1993 začelo izdelovati lastne igre. Med njihovimi prvimi igrami sta bili Rock n' Roll Racing in The Lost Vikings. Leta 1994 se je podjetje preimenovalo v Blizzard Entertainment Inc preden jih je prevzel založnik Davidson & Associates. Kmalu zatem je Blizzard izdal zelo uspešno igro Warcraft: Orcs & Humans, po kateri je postal znan. Blizzard je nato izdal še več uspešnih iger za osebne računalnike, med katerimi so najbolj znane serije: Warcraft, StarCraft in Diablo, ter MMORPG World of Warcraft.